# Isadelytron
Isadelytron – wymarły rodzaj owadów z rzędu Glosselytrodea i rodziny Jurinidae. W zapisie kopalnym znany z permu, z terenu Rosji.
Owady te miały przednie skrzydła długości od 6,7 do 9 mm i szerokości 2,2 mm. Miały one pole prekostalne ze słabymi żyłkami podłużnymi i szerokim, silnie pośrodku rozszerzonym odgraniczeniem. Użyłkowanie charakteryzowało się częściowo zygzakującymi na dysku żyłkami podłużnymi oraz żyłkami równoległymi gładko zlanymi w pojedynczą żyłkę osiową. W przekroju poprzecznym skrzydła poprowadzonym przez jego środek mieściło się sześć rzędów komórek o zmiennych kształtach.
Rodzaj i dwa zaliczane do niego gatunki opisane zostały w 2013 roku przez Aleksandra Rasnicyna i Daniła Aristowa:
- Isadelytron speciosum Rasnitsyn et Aristov, 2013 – jego skamieniałość odnaleziono w piętrze siewierdowinianu, na terenie obwodu wołogodzkiego. Miał smukłe skrzydła przednie o długości 9 mm[1].
- Isadelytron planum Rasnitsyn et Aristov, 2013 – jego skamieniałości odnaleziono w piętrze urżumianu, na terenie Udmurcji. Miał szersze skrzydła przednie o długości 6,7–7 mm. Od poprzedniego różnił się także obecnością dwóch rzędów komórek w obrzeżeniu pola prekostalnego i dwóch żyłek pomiędzy przednią żyłką otokową a żyłką osiową[1].